# Todas as ruas do amor
Todas as ruas do amor (Tutte le strade dell'amore) è una canzone portoghese dei Flor-de-Lis, che ha rappresentato il paese iberico all'Eurovision Song Contest 2009. La canzone è stata composta da Paulo Pereira e Pedro Marques.
La canzone, che accomuna diversi stili (tra cui il tradizionale fado e il folk), ha vinto il Festival RTP da Canção, il 28 febbraio 2009, ricevendo 12 punti dalle giurie e 10 dal televoto del pubblico.
All'ESC, è finita 8° in semifinale e 15° in finale.